# Kanadische Feldpost
Der Schwerpunkt des Artikels liegt auf dem Einsatz in Deutschland.

## Die Kanadische Feldpost

### Die erste Feldposteinsätze
Der erste kanadischen Feldpoststempel erschienen 1886 anlässlich eines Manövers in Brockville in östlichen Ontario. Weitere Manöver mit Beteiligung der Feldpost folgten von 1909 bis 1911.

Frühe Stempel der Kanadischen Feldpost

Der erste Auslandseinsatz kanadischer Einheiten, der sich durch Stempel belegen lässt, fand in den Jahren von 1899 bis 1901 in Südafrika statt. Cecil Rhodes, als Ministerpräsident der Kapkolonie, bereitete die Eroberung der Burenstaaten vor, die nach dem Einfall Jameson in Transvaal im Burenkrieg vollzogen wurde. Ein kanadisches Kontingent, an den Kämpfen beteiligt, verwendete für seine Dienstpost zwei Cachets. Den eigentlichen Feldpostdienst besorgte jedoch die britische Armee.
Das erste kanadische Kontingent verließ am 30. Oktober 1899 Québec. Eine Verstärkung folgte am 21. Januar 1900. Diese Truppen wurden von einer Postabteilung unter Leitung von Leutnant (später Captain) W. R. Ecclestone aus Hamilton, Ontario, begleitet. Ecclestone verwendete am 30. Januar 1900 einen Ovalstempel „CANADIAN CONTINGENT / EN ROUTE / SOUTH AFRIKA“ für die ersten Briefe, die auf den Capverdischen Inseln ausgetauscht wurden. Später wurde „EN ROUTE“ entfernt und die Post über Kapstadt dem internationalen Postdienst übergeben.
Zu einem weiteren Einsatz eröffnete General-Postmeister Hon. R. Lemieux am 16. Juni 1909 in einer besonderen Zeremonie das Feldpostamt 1 für das kanadische Militär anlässlich des Manövers an den Niagarafällen.
Erst am 3. Mai 1911 wurde das „Canadian Postal Corps“ als besondere Einheit innerhalb des kanadischen Militärs aufgestellt. Die neue Organisation bestand aus einem Postbüro beim Hauptquartier in Toronto sowie je einem Postbüro bei acht Abteilungen, bei denen ein Manöver abgehalten wurden. Diese FPOs erhielten eigene Stempel, die auch nur während der Sommermanöver zum Einsatz kamen.
Die variantenreichen Stempel der Lager blieben bis zu ihrer Zurückziehung in der Anfangszeit des Zweiten Weltkrieges in Gebrauch.

Stempel der Kanadischen Feldpost im Ersten Weltkrieg

### Der Erste Weltkrieg

Stempel der Kanadischen Feldpost im Einsatz in Sibirien

Bevor die „1st Canadian Expeditionary Force“ (COEF, mit 33.000 Mann) sich am 3. Oktober 1914 nach England auf den Weg machten, wurden die sechs „Canadian Postal Corps Detachments“ und die Truppe mit besonderen Stempeln ausgerüstet. Insgesamt kamen acht Stempel zur Anwendung. Diese Stempel sind bereits Anfang September im Lager Valcartier im Norden von Québec sowie auf den Convoischiffen nach Plymouth zum Einsatz gekommen.
Nach der Ankunft in England und Frankreich kamen die Stempel sehr sparsam zum Einsatz, bis sie im März 1915 völlig zurückgezogen wurden. Das kanadische Kontingent wurde in die britische Armee integriert und damit auch die kanadische Feldpost.
Im Februar 1915 wurden erste Einheiten der 1st Canadian Division nach Frankreich verlegt. Sie verstärkten dadurch die alliierten Streitkräfte. Das Canadian Postal Corps unterhielt 31 „kanadische Postämter“ innerhalb der britischen Feldpost in Flandern. Die Stempel erhielten den Unterscheidungsbuchstaben „X“, sie wurde bis 1917 bei den kanadischen Einheiten benutzt.
Mit dem Erscheinen der 10th British Corps in Frankreich war der Wechsel zum „P“ im Stempelbild notwendig. Die kanadischen Truppen hatten bis zu 150.000 Mann zu versorgen, 100.000 davon bei kanadischen Einheiten. Die 50.000 waren bei britischen Truppenteilen und Einheiten eingesetzt und bedienten sich der britischen FPOs. Auf Post von kanadischen Kriegsteilnehmern sind damit auch alle britischen Feldpoststempel möglich.
Zum Kriegsende 1918/19 erfolgte im Stempel der kanadischen Feldpostämtern ein Wechsel zum „C“. Nicht alle Einheiten des Canadian Korps setzten diesen Stempel dann auch wirklich ein. Einige Feldpostämter waren zudem bereits geschlossen, aufgelöst oder durch Feindangriff zerstört.
Die in England stationierten Kanadier nutzten die örtliche Post. Die speziellen CFPO (Canadian Field Post Office) gab es nur in größeren Garnisonen, sie dienten u. a. als Verbindungsämter für die Leitung der Brief- und Paketpost aus oder nach Kanada. Kanadische Nebenstempel sind auch von Hospitälern mit kanadischen Patienten bekannt.

### Kanadische Truppen in Sibirien
Kanadische Einheiten (über 4.000 Mann) kamen Ende 1918 auch in Russland (Murmansk und Wladiwostok) zum Einsatz. Sie halfen der russischen Weißen Armee und der Tschechoslowakischen Legion im Kampf gegen die Rote Armee.
Bekannt geworden sind: Einkreisstempel, Rechteckstempel, sowie verschiedene Zensurstempel. Sie sind sehr selten.

### Vorbereitung zum Zweiten Weltkrieg
Mit fortschreitender Mobilmachung kamen in Kanada neue Feldpostämter hinzu. Zur Identifizierung der Distrikte dienten Nummern, ähnlich unserer Postleitzahlen. Jedes Lager, jede Kaserne oder Station innerhalb eines Distriktes erhielt eine Nummer, bei der die Distriktnummer vorab steht. So erhielten die Lager im Distrikt Westliches Ontario die Nummern der 100er Serie, die Feldpoststellen die Nummern 101, 102 usw.; die von Alberta Nummern der 1.300er Serie.
Während des Zweiten Weltkrieges organisierte das CPC (Canadien Postal Corps) ein neues Postversorgungssystem für Armee und Luftwaffe. In Kanada gab es etwa 140 (MPO) Militärpostämter (incl. 2 FPOs). Die „Royal Canadian Navy“, die Marine hatte eigene Marine-Postämter. Diese NPOs unterstanden demnach auch dem Postamt der Königlich-Kanadischen Flotte (RCN) zur Versorgung der Schiffe und der Küstenwacht, insgesamt kamen 25 NPOs zum Einsatz.

Stempel der Kanadischen Feldpost im Zweiten Weltkrieg

Bei den Stempeln handelte es sich um Einkreis-, Zweikreis- oder Maschinenstempel für Briefe, um Rollen- oder große Gummistempel für Pakete bzw. um Gummihandstempel für Einschreibsendungen oder Postanweisungen.
Die ersten Stempel der MPOs hatten genau wie die der NPOs aus Sicherheitsgründen ausschließlich nur Nummern im Stempelbild.
Seit 1940 gab es eine kanadische Feldpost auch außerhalb des Landes. Das CPC, „Canadian Postal Corps“, richtete 1940 ein besonderes CAPO („Canadian Army Post Office“) in Neufundland, 1942 in Labrador und 1942/43 in Kiska auf den Aleuten ein. Für kurze Zeit wurden im September 1941 sogenannte „Notstempel“ in Neufundland, Alaska und auf den Aleuten einsetzt.
In Zusammenarbeit mit der britischen Flotte wurde von Mai 1941 bis Juli 1946 eine Marine-Basis in St. Johns, Neufundland unterhalten. Die Basis lief unter der Bezeichnung HMCS („His Majestýs Canadian Ship“) AVALON.
Es sind mindestens zwei FPOs bekannt. Neben einem Einkreisstempel kam ein Gummistempel in Dreiecksform „Postage Paid“ der kanadischen Postverwaltung zum Abschlag.
Die Stempel der militärischen und anderen Lager in beiden Kriegen und zu den Sommermanövern sowie der Luftwaffenstationen passen nicht so recht in ein Schema. Es handelte sich meist um Einkreisstempel von 23 oder 24 mm Durchmesser. Zudem gab es große Gummistempel sowie Ellipsen- und Maschinenstempel.

## Der Zweite Weltkrieg
Mit Beginn des Zweiten Weltkrieges wurden bis 1941 die kanadischen Vorkriegsstempel weiterverwendet und dann zurückgezogen. Es handelte sich um Einkreisstempel von 30 mm Durchmesser.
Vorübergehend kamen kleinere Einkreisstempel mit 24 mm Durchmesser sowie Maschinenstempel (22 mm Durchmesser und 54 mm lange Wellenlinien) in Gebrauch, die teilweise bis nach dem Krieg im Einsatz waren.

Fahne der verbundenen kanadischen Streitkräfte, mit der Landesflagge und dem Wappen

### Kanadische Einheiten in Deutschland nach dem Zweiten Weltkrieg
Der Einsatz kanadischer Truppen in Übersee war umfangreicher als alles was bei vorherigen Einsätzen notwendig war. Die Kanadische Armee war mit fünf Divisionen beteiligt. Das Kanadische Kontingent kämpfte in der „British Liberation Army“, also in der Armee, die in der Normandie landete und Deutschland eroberte, und im Mittelmeerraum in den „Central Mediterranian Forces“ (C.M.F.).
Kanadische Truppen überschritten auch die deutsche Grenze. Sie blieben vorerst nur bis 1946. Folgende Einheiten waren im Einsatz: Die
- 1. Kanadische Infanterie-Division wurde bereits 1939 nach England verlegt. Die Division wurde im Juni 1943 ins Mittelmeergebiet verlegt und nahm im Juli 43 an der Landung in Sicilien teil. 1945 kam sie aus Italien nach England zurück, um der British Liberation Army zugeordnet zu werden.
- 2. Kanadische Infanterie-Division kam in den Monaten August und September 1940 nach England. Noch vor der Invasion 1944 kam es am 19. August 1942 zu einem kanadischen Kommandounternehmen in Frankreich. Teile der 2. Kanadischen Division unternahmen, als Generalprobe für die Invasion, in Dieppe das Unternehmen „Jubilee“. Dies Unternehmen scheiterte bereits am 1. Tag. Teile dieser Division wurde im Juni 1944 als 1. Kanadische Armee der British Liberation Army zugeteilt.
- 3. Kanadische Infanterie-Division, die im Herbst 1941 nach England  verlegt, wurde im Juni 1944 mit dem verbleibenden Rest der 2. Division vereinigt.
- 4. Panzer-Division erreichte England im Herbst 1942, kam im Juni 1944 zur 1. Kanadische Armee.
- 5. Panzer-Division, im Juni 41 in England eingetroffen, wurde im  August 1941 in den Mittelmeerraum verlegt, landete im November 1943 in Neapel und kam im März 1945 aus Italien zurück, um der BLA zugeordnet zu werden.

Britische Feldpostämter waren zum Canadian Postal Service (C.P.C.) und damit zur Postversorgung der Canadian Active Service Forces (C.A.S.F.) <Heer> und der Royal Canadian Air Force (R.C.A.F.) <Luftwaffe> abgestellt.
Neben britischen Feldpostausrüstungen kamen eigene kanadische Einkreisstempel (3 Typen) sowie unterschiedliche Maschinen- und Gummistempel zum Einsatz. Bei manchen Feldpostämtern gab es gleichzeitig mehrere Stempel, z. B. wenn der Postdienst von Heer und Luftwaffe zusammenwirkten. Jeder Einheit waren Stempel mit eigener Nummer zugeteilt. In dieser Zeit gründete auch die Marine ihre eigenen Fleet Mail Offices.

Kanadischen Feldpoststempel in Deutschland im Zweiten Weltkrieg

Die drei Typen der kanadischen Einkreisstempel sind hier kurz erläutert:
- Typ 1 1942 eingeführt für FPOs in England. Einkreisstahlstempel mit einem Durchmesser von 23,5 mm und einer Buchstabengröße von 3 mm.
- Typ 2 1944-45 eingeführt für den Gebrauch in Nordwest Europa, Einkreisstahlstempel mit einem Durchmesser von 23 mm und einer Buchstabengröße von 3,5 mm.
- Typ 3 herausgegeben für den Gebrauch bei den Independent Armoured Brigades in Nordwest Europa, in den gleichen Maßen wie Typ 2

Typ 4 Maschinenstempel, herausgegeben im Juni 1945 für den Gebrauch bei der „Canadian Army of Occupation“  in den Niederlanden und Deutschland. Der Stempel war bis Juni 1946 in Gebrauch. Kreisdurchmesser 20,5 mm, Buchstabenhöhe 2 mm, Länge der Linien 50 mm, Höhe des Linienblocks 20 mm.
Hinzu kommt ein großer Einkreisstempel „FIELDPOST OFFICE“, Datum „27 MAY 1944“, „C5“ der 5 Canadian Infantry Brigade, die als Teil der 2 CDN Division am 6./7. Juli 1944 in der Normandie gelandet ist und über Frankreich - Belgien und die Niederlande auch nach Deutschland kam. Die britischen FPO Stempel hatten einen Durchmesser von 27 mm und eine Buchstabenhöhe von 2,5 mm. Zur Unterscheidung mehrerer Stempel bei einer Einheit wurde ein Buchstabe („A“, „B“) oder ein Stern (*) in den Stempel eingearbeitet.

Kanadischen Feldpoststempel ab 1950

### Poststempel ab 1950
Der Einsatz des „Canadische Postal Corps“ (CPC) in Übersee wurde in den 50er Jahren, mit dem Beginn des Kalten Krieges und des Korea-Konflikts, erneut erforderlich. Aus diesem Grunde wurde es am 1. November 1950 reaktiviert. Ihm wurden anfangs zwei Einheiten des „Royal Canadian Army Service Corps“ (RCASC) unterstellt. Die Aufgabe des CPC bestand in der gemeinsamen Verwaltung aller drei Postdienste in Übersee. (Armee, Marine und Luftwaffe).
Der neue Postdienst nutzte vier Ziffern für jedes reguläre Feldpostamt, (CFPO = Canadian Field Post Office) sofern sie in Übersee eingesetzt waren, sowie die Abkürzung CAPO für „Canadian Army Post Office“. Diese CAPO's waren CFPO unterstellt. CAPOs und CFPOs hatten ähnliche Stempel und Einschreibzettel.
Seit dem 1. Januar 1965 lautet die Inschriften für alle kanadischen Feldpostämter CFPO. Für CFPO vergab man zwei- bzw. dreistellige Nummern. Für jedes CFPO wurde ein Einkreis-, ein Gummihand- und ein Rollenstempel ausgegeben. Zudem gibt es Maschinenstempel.

Kanadischen Feldpoststempel nach 1950

Die Nummern wurden nach jedem Einsatz wiederverwendet. Der Verwendungsort lässt sich nur über das Datum ermitteln. Als Beispiel sei das die CAPO / CFPO No. 5000 genannt. Es war anfangs, seit dem 7. Mai 1951 bis zum 12. September 1955 in Kure in Japan beim HQ CIB im Einsatz. Vom 16. Mai 1960 bis zum 15. November 1963 war es in Ottawa beim Canadian Forces HQ, tat Dienst in Lahore in Pakistan vom 3. Oktober 1965 bis zum 25. März 1966 beim UNIPOM der UNO-Truppen und ist nun seit dem 27. März 1967 in Lahr beim HQ der Canadian Forces in Europe.
Zu den ersten kanadischen Einheiten in Deutschland nach dem Kriege gehörte die 27. Kanadische Infanterie-Brigade, die vom 1. Dezember 1951 bis zum 7. Dezember 1953 in Hannover das Feldpostamt CFPO 40, und vom 2. Dezember 1951 bis zum 16. Dezember 1951 das Feldpostamt 5050 unterhielt. Gleichzeitig war ein Feldpostamt (42) dieser Brigade vom 20. Dezember 1951 bis 31. März 1952 in Hannover-Bothfeld, vom 24. Dezember 1951 bis 27. November 1953 in Hohne (43), und vom 20. Dezember 1951 bis 31. März 1952 in Hannover-Vinnhorst (41).
Hauptversorgungshafen für alle kanadischen Einheiten in Europa ist Antwerpen. Über Antwerpen läuft somit auch die Post, die nicht per Luftpost befördert wird. Ursprünglich ging diese Post von Antwerpen zu den CAPOs und von da zu den CFPOs.

## Abkürzungen
- APO    =  Army Post Office
- ATAF   =  Allied Tactical Air Force
- BAOR   =  British Army of the Rhine
- BPO    =  Base Post Office
- CAPO   =  Canadian Army Post Office
- CBPO   =  Canadian Base Post Office
- CEF    =  Canadian Expeditionary Force
- CFE    =  Canadian Forces Europe
- CFPO   =  Canadian Forces Post Office
- CFPU   =  Canadian Forces Postal Unit
- CIB(G) =  Canadian Infantry Brigade Germany, CMBG   =  Canadian Mechanized Brigade German
- COPD   =  Canadian Overseas Postal Depot
- CPC    =  Canadian Postal Corps
- DIV    =  Division
- FPO    =  Field Post Office
- MPO    =  Military Post Office
- NPO    =  Naval Post Office
- RCAF   = Royal Canadian Air Force
- RCASC  =  Royal Canadian Army Service Corps

Spätere Kanadischen Feldpoststempel

- RCN    =  Royal Canadian Navy
- SQN    =  Squadron